# Christian Kabasele
Christian Kabasele, född 24 februari 1991, är en belgisk fotbollsspelare (mittback) som spelar för italienska Udinese. 
Kabasele var med i Belgiens trupp vid fotbolls-EM 2016.

## Karriär
Den 25 juli 2023 värvades Kabasele av italienska Udinese, där han skrev på ett tvåårskontrakt.